# Phare avant de Tybee Island
Le phare avant de Tybee Island (en anglais : Tybee Island Range Front Light) était un phare situé à l'entrée du fleuve Savannah, sur Tybee Island dans le comté de Chatham en Géorgie.

## Historique
Ce feu directionnel a été construit en 1878 pour devenir le feu avant du phare arrière de Tybee Island. Il possédait une lentille de Fresnel de sixième ordre. C'était une tour carrée en bois centrée sur une maison de gardien en bois d'un étage  . Le phare a été démoli à la fin des années 1920-1930.
Ce phare a été remplacé par une tour métallique à claire-voie portant une marque de jour. Les balises modernes se trouvent à la station de la Garde côtière sur Cockspur Island (en).
Identifiant : ARLHS : USA-863.

### Lien connexe
- Liste des phares de Géorgie